# Wyświetlacz siedmiosegmentowy

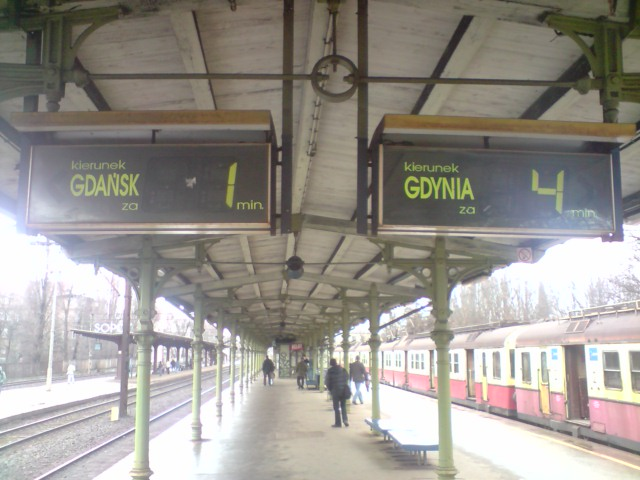
Mechaniczne wyświetlacze 7-segmentowe na stacjach kolejowych.

Oznaczenie segmentów

Wyświetlacz siedmiosegmentowy (ang. Seven-Segment Display, SSD) lub wskaźnik siedmiosegmentowy – wyświetlacz składający się z siedmiu segmentów, przeznaczony do wyświetlania cyfr dziesiętnych; wiele modeli ma też ósmy segment będący kropką. Na wyświetlaczu możliwe jest też wyświetlanie niektórych liter, a także umownych znaków, co jest używane do prezentacji różnych informacji. Wyświetlacze te mają wyprowadzenia sterujące każdym segmentem oddzielnie.
Wyświetlacze siedmiosegmentowe mogą być wykonane w różnych technologiach – najczęściej jest to zestaw oddzielnych diod LED. Buduje się też urządzenia mechaniczne – zespół klapek w kolorze tła przysłaniających kontrastowe kreski (ang. Vane displays) – zaletą układów mechanicznych jest możliwość prezentacji cyfr bez zasilania (niektóre wykonania).
Siedmiosegmentowe wyświetlacze są szeroko stosowane w zegarach cyfrowych i licznikach elektronicznych wyświetlających informacje liczbowe.

## Historia
Siedmiosegmentowe przedstawianie znaków można znaleźć w patentach już z 1903 r. (patent USA nr 1 126 641), kiedy Carl Kinsley wynalazł metodę telegraficznego przesyłania liter i cyfr oraz drukowania ich na taśmie w formacie segmentowym. W roku 1908 F. W. Wood wynalazł wyświetlacz ośmiosegmentowy, który wyświetlał cyfrę 4 za pomocą ukośnego paska (patent USA 974 943). W 1910 r. na panelu sygnalizacyjnym kotłowni w elektrowni zastosowano siedmiosegmentowy wyświetlacz oświetlony żarówkami. Wyświetlacze siedmiosegmentowe zostały również wykorzystane do pokazywania wybieranego numeru telefonu operatorom podczas przejścia z ręcznego na automatyczne wybieranie telefonu. Nie były szeroko stosowane aż do pojawienia się diod LED w latach 70. XX w.
W wielu zastosowaniach wyświetlacze LCD z matrycą punktową zastępują wyświetlacze LED, choć nawet w wyświetlaczach LCD wyświetlacze 7-segmentowe są bardzo powszechne. W przeciwieństwie do diod LED kształty elementów na panelu LCD są dowolne, ponieważ są one formowane na wyświetlaczu w wyniku pewnego procesu drukowania, natomiast kształty segmentów LED są zwykle prostymi prostokątami, gdyż proces technologiczny utrudnia formowanie bardziej złożonych kształtów. Jednak wysoki wspólny współczynnik rozpoznawania wyświetlaczy 7-segmentowych oraz stosunkowo wysoki kontrast wizualny uzyskany przez takie wyświetlacze w porównaniu z cyframi matrycowymi sprawiają, że siedmiosegmentowe wielocyfrowe ekrany LCD są bardzo powszechne w kalkulatorach, miernikach, zegarach i innych urządzeniach.
Ciekawym produktem inspirowanym wskaźnikiem siedmiosegmentowym są nadruki w postaci szablonów przypominających wskaźnik, w których poprzez zamalowywanie poszczególnych segmentów kolorem tła albo dorysowywanie segmentów uzyskuje się cyfry oznaczające ceny, numery telefonów itp.
Siedmiosegmentowy wyświetlacz zainspirował projektantów czcionek do stworzenia krojów zawierających znaki w formie zbliżonej do wyświetlanych przez ten wyświetlacz (ale bardziej czytelnych), takich jak New Alphabet (krój pisma), DB LCD Temp, ION B i inne.

## Implementacje
Siedmiosegmentowy wyświetlacz może być budowany jako oparty na wyświetlaczu ciekłokrystalicznym (LCD), diodzie elektroluminescencyjnej (LED) dla każdego segmentu albo innych technikach generowania lub kontrolowania światła, takie jak wyładowanie gazu w zimnokatodowej lampie (Panaplex), fluorescencja próżniowa, włókna żarowe (Numitron) i inne.
W przypadku totemów pokazujących np. ceny na paliwa i innych dużych znaków nadal stosowane są wskaźniki łopatkowe, składające się z poruszanych elektromagnetycznie segmentów odbijających światło. Alternatywą dla 7-segmentowego wyświetlacza w okresie od lat pięćdziesiątych do siedemdziesiątych XX wieku była wielokatodowa lampa elektronowa NIXIE. Począwszy od 1970 roku RCA sprzedawał urządzenia wyświetlające znane jako Numitron, które wykorzystywały żarniki ułożone w wyświetlacz siedmiosegmentowy.

## Koncepcja i struktura wizualna
Siedem segmentów jest ułożonych jako prostokąt z dwóch pionowych segmentów po bokach, z jednym poziomym segmentem na górze, środku i dole. Dodatkowo siódmy segment dzieli prostokąt na dwie części w poziomie.

Segmenty wyświetlacza 7-segmentowego są oznaczone literami od A do G, przy czym opcjonalny punkt dziesiętny („ósmy segment”, określany jako DP – dot point) jest używany do wyświetlania liczb innych niż całkowite.

Wyświetlacz: 7-, 9-, 14- i 16-segmentowy

Rozwinięciem koncepcji układu siedmiosegmentowego są wyświetlacze dziewięciosegmentowe, czternastosegmentowe i szesnastosegmentowe.

## Kodowanie
Jeden bajt wystarcza, by kodować stan wyświetlacza siedmiosegmentowego z kropką. Podłączenie poszczególnych segmentów do bitów jest dowolne, ale standardem jest kodowanie gfedcba, rzadziej abcdefg. Dla wyświetlacza ze wspólną katodą stan wysoki (1) wywołuje świecenie segmentu, a stan niski (0) jego zgaszenie – w wyświetlaczach ze wspólną anodą odwrotnie. Do sterowania wyświetlaczami produkowane są dedykowane układy scalone w tym i zawierające konwertery 4-bitowego kodu BCD na kody wyświetlacza siedmiosegmentowego.

## Wyświetlanie znaków
Siedem elementów wyświetlacza można podświetlić w różnych kombinacjach, aby przedstawić cyfry arabskie. Często siedem segmentów jest ułożonych ukośnie, co ułatwia czytelność. W większości zastosowań siedem segmentów ma prawie jednolity kształt i rozmiar (zwykle wydłużone sześciokąty, chociaż można również użyć trapezów i prostokątów), chociaż w przypadku maszyn dodających pionowe segmenty są dłuższe i w swoisty sposób kształtowane na koniec w celu dalszego zwiększenia czytelności.
Siedem segmentów jest ułożonych jako prostokąt z dwóch pionowych segmentów po bokach, z jednym poziomym segmentem na górze, środku i dole. Dodatkowo siódmy segment dzieli prostokąt na dwie części w poziomie.

Wszystkie (128) stany wyświetlacza siedmiosegmentowego

### Dziesiętne
Cyfry od 0 do 9 są najczęściej używanymi znakami na wyświetlaczach siedmiosegmentowych. Najczęściej są one wyświetlane w następujący sposób:
|  |  |  |  | 4 |

Cyfry 6 i 9 mogą być reprezentowane przez dwa rożne glify na wyświetlaczach siedmiosegmentowych: z lub bez „ogona”. Cyfra 7 ma również dwie wersje: z lub bez segmentu F.
| 6 | 7 | 9 |

### Szesnastkowe
Do określenia liczb 0–9 potrzebne są cztery binarne bity, ale można też podać 10–15, więc zwykle dekodery z 4-bitowymi wejściami mogą również wyświetlać cyfry szesnastkowe.
Obecnie kombinacja wielkich i małych liter jest powszechnie stosowana w literach A – F; robi się to, aby uzyskać unikalny, jednoznaczny kształt dla każdej cyfry szesnastkowej (w przeciwnym razie duża litera „D” wyglądałaby identycznie z „0”, a duża litera „B” wyglądałaby identycznie z „8”). Również cyfra „6” musi być wyświetlana z podświetlonym górnym paskiem, aby uniknąć niejednoznaczności z literą „b”.
| Cyfra | Wyświetlacz | gfedcba | abcdefg | a   | b   | c   | d   | e   | f   | g   |
| ----- | ----------- | ------- | ------- | --- | --- | --- | --- | --- | --- | --- |
| 0     |             | 0x3F    | 0x7E    | wł  | wł  | wł  | wł  | wł  | wł  | wył |
| 1     |             | 0x06    | 0x30    | wył | wł  | wł  | wył | wył | wył | wył |
| 2     |             | 0x5B    | 0x6D    | wł  | wł  | wył | wł  | wł  | wył | wł  |
| 3     |             | 0x4F    | 0x79    | wł  | wł  | wł  | wł  | wył | wył | wł  |
| 4     |             | 0x66    | 0x33    | wył | wł  | wł  | wył | wył | wł  | wł  |
| 5     |             | 0x6D    | 0x5B    | wł  | wył | wł  | wł  | wył | wł  | wł  |
| 6     |             | 0x7D    | 0x5F    | wł  | wył | wł  | wł  | wł  | wł  | wł  |
| 7     |             | 0x07    | 0x70    | wł  | wł  | wł  | wył | wył | wył | wył |
| 8     |             | 0x7F    | 0x7F    | wł  | wł  | wł  | wł  | wł  | wł  | wł  |
| 9     |             | 0x6F    | 0x7B    | wł  | wł  | wł  | wł  | wył | wł  | wł  |
| A     |             | 0x77    | 0x77    | wł  | wł  | wł  | wył | wł  | wł  | wł  |
| b     |             | 0x7C    | 0x1F    | wył | wył | wł  | wł  | wł  | wł  | wł  |
| C     |             | 0x39    | 0x4E    | wł  | wył | wył | wł  | wł  | wł  | wył |
| d     |             | 0x5E    | 0x3D    | wył | wł  | wł  | wł  | wł  | wył | wł  |
| E     |             | 0x79    | 0x4F    | wł  | wył | wył | wł  | wł  | wł  | wł  |
| F     |             | 0x71    | 0x47    | wł  | wył | wył | wył | wł  | wł  | wł  | W przeszłości nie zawsze używano powyższego schematu; można znaleźć inne:
- siedmiosegmentowe układy dekoderów wyświetlaczy Texas Instruments 7446/7447/7448/7449 i 74246/74247/74248/74249 oraz układy Siemens FLH551-7448 / 555-8448 wykorzystywały skrócone „2”, „3”, „4”, „5” i „6” dla znaków A – E. Cyfra F (1111 binarna) była pusta
- radzieckie programowalne kalkulatory, takie jak Б3–34, używały symboli „-”, „L”, „C”, „Г”, „E” i „” (spacja), umożliwiając wyświetlenie komunikatu o błędzie EГГ0Г
- wiele wcześniejszych układów zapewniało logikę zaprojektowaną tylko dla 0–9, a wyższe liczby produkowały niezależnie od powstałego wzoru
  - National Semiconductor MM74C912 wyświetlał „o” dla A i B, „-” dla C, D i E, a puste dla F
  - CD4511 wyświetlał puste miejsca

| modern                 |
| TI, Siemens            |
| Elektronika            |
| National Semiconductor |

### Alfabet łaciński
Około połowę liter alfabetu łacińskiego można rozsądnie zaimplementować przy użyciu siedmiu segmentów. Chociaż nie każda litera jest dostępna, można utworzyć wiele użytecznych słów. Wybierając lepsze synonimy, można obejść wiele niedociągnięć w siedmiosegmentowych kodowaniach alfabetycznych. Istnieją pewne konflikty ze znakami numerycznymi, takie jak litera „O” i „0” (zero), litera „I” oraz „1” (jeden), choć można zamiast tego użyć małych liter „o” i „i”. Ponadto siedmiosegmentowe wyświetlacze mogą być używane do wyświetlania różnych innych liter alfabetu łacińskiego, cyrylicy i greckiego, w tym interpunkcji, ale niewiele reprezentacji jest jednoznacznych i intuicyjnych jednocześnie. Gdy wszystkie litery muszą być wyświetlone na urządzeniu, wyświetlacze szesnastosegmentowe i matrycowe są lepszym wyborem niż wyświetlacze siedmiosegmentowe.
| Litera | A | B | C | D | E | F | G | H | I | J | K | L | M | N | O | P | Q | R | S | T | U | V | W | X | Y | Z |
| ------ | - | - | - | - | - | - | - | - | - | - | - | - | - | - | - | - | - | - | - | - | - | - | - | - | - | - |
| Duża   |   |   |   |   |   |   |   |   |   |   |   |   |   |   |   |   |   |   |   |   |   |   |   |   |   |   |
| Mała   |   |   |   |   |   |   |   |   |   |   |   |   |   |   |   |   |   |   |   |   |   |   |   |   |   |   |

### Interpunkcja
Siedem segmentów może wyświetlać niektóre znaki glifów interpunkcyjnych.
| Znak   | Wyświetlacz | Nazwa                                      |
| ------ | ----------- | ------------------------------------------ |
| =      |             | Znak równości                              |
| –      |             | Dywiz, łącznik, minus, półpauza, pauza     |
| _      |             | Znak podkreślenia                          |
| °      |             | Stopień                                    |
| ”      |             | Cudzysłów                                  |
| '      |             | Apostrof, pojedynczy cudzysłów             |
| [      |             | Lewy nawias kwadratowy                     |
| ]      |             | Prawy nawias kwadratowy                    |
| Spacja |             | Spacja, nic (wszystkie segmenty wyłączone) |